# Chromia
Chromia (altgriechisch Χρομία Chromía) ist eine Gestalt der griechischen Mythologie.
Sie war eine Tochter des Itonos und nach manchen Legenden Gemahlin des Endymion.